# Som Valencians
Som Valencians (Somos Valencianos) es un partido político español de ámbito valenciano. Fue fundado en diciembre de 2014 y se presentó a las elecciones autonómicas valencianas 2015, las elecciones generales de España de 2015 y las elecciones generales de 2016. Actualmente su presidente es Joan Ignaci Culla, su vicepresidenta Amparo Arona y su secretario general Jaume Hurtado. Los otros cofundadores del partido son Rafa Medina e Inma Silvestre.

## Ideología y actividad
Som Valencians se presentó en sociedad como una formación "valencianista de centro y regionalista", además de "liberal, moderado, democrático y participativo", con diversas propuestas programáticas centradas en actuaciones para la región valenciana.
Algunos de sus dirigentes son miembros históricos del movimiento valencianista, defendiendo en lo cultural e identitario, un valenciano independiente del catalán y las normas ortográficas de la Real Academia de Cultura Valenciana.

## Resultados electorales
En las elecciones generales de España de 2015, Som Valencians, con Jaume Vicente Hurtado al frente de la lista por la circunscripción de Valencia, se situó como la décima fuerza con más respaldos, con 6.103 votos, en torno al 0,2% del total. En las elecciones generales de España de 2016, el partido se situó como la sexta fuerza con más respaldos en la Comunidad Valenciana, con 6.600 votos.